# Alfonso Thiele
Alfonso Thiele,  ameriško-italijanski dirkač Formule 1, * 5. april 1920 (ali 1922), ZDA, † 15. julij 1986, Italija.
Alfonso Thiele je pokojni ameriško-italijanski dirkač Formule 1. V svoji karieri je nastopil le na dirki za Veliko nagrado Italije v sezoni 1960, ko je z dirkalnikom Cooper T51 odstopil v dvaintridesetem krogu zaradi okvare menjalnika. Umrl je leta 1986.

## Popolni rezultati Formule 1
(legenda) (odebeljene dirke pomenijo najboljši štartni položaj, poševne pa najhitrejši krog, †-uvrščen kljub odstopu)
| Leto | Moštvo              | Šasija     | Motor               | 1   | 2   | 3   | 4   | 5   | 6   | 7  | 8   | 9       | 10  | Prv | Toč |
| ---- | ------------------- | ---------- | ------------------- | --- | --- | --- | --- | --- | --- | -- | --- | ------- | --- | --- | --- |
| 1960 | Scuderia Centro Sud | Cooper T51 | Maserati Straight-4 | ARG | MON | 500 | NIZ | BEL | FRA | VB | POR | ITA Ret | ZDA | -   | 0   |